# Globimetula cornutibracteata
Globimetula cornutibracteata är en tvåhjärtbladig växtart som beskrevs av Simone Balle och D. Wiens & R.M. Polhill. Globimetula cornutibracteata ingår i släktet Globimetula och familjen Loranthaceae. Inga underarter finns listade i Catalogue of Life.